# Fatima Naza
Fatima Naza (Nikšić, 25.04.1980.) je crnogorska i romska aktivistkinja i feministkinja, koosnivačica Centra za romske inicijative, dobitnica međunarodnih nagrada za ljudska prava i romsku integraciju.

## Biografija
Fatima Naza je zahvaljujući svojoj majci iskusila drugačiji život od ostalih devojčica romske zajednice. Izborivši se sa diskriminacijom završila je Pedagošku akademiju. Odbila je da se uda. Sa svojom majkom, čija je uloga bila presudna u Fatiminoj emancipaciji, učestvovala je u radu SOS Centar za žene i djecu žrtve nasilja Nikšić. Svoj život je posvetila integraciji romske zajednice u zvanične socijalne i zakonodavne procese u Crnoj Gori.

## Aktivistički rad
U septembru 2004 godine, Fatima osniva Centar za romske inicijative, prvu organizaciju u Crnoj Gori koja u fokus stavlja osnaživanje romkinja i egipćanki u sveri prava, obrazovanja i borbi protiv rodne diskriminacije i ranih i prisilnih brakova  kao i njhovu integraciju u romsko društvo i širu zajednicu. Centar za romske inicijative je u okviru svog aktivističkog programa 2010 godine osnovao prvu žensku romsku i egipćansku mrežu „PRVA“  koju čine romske i egipćanske aktivistkinje iz Nikšića, Podgorice, Berana, Ulcinja i Herceg Novog.
Fatimin aktivistički rad i skretanje pažnje na položaj romkinja i egipćanski u romskim zajednicama i crnogosrskom društvu se proteže i na pozorište predstavama Forum Teatra Nametnuta sudbina i Ugovoreni brak je jači od zakona i glumila je u predstavi Sedam koja se bavi životima sedam aktivistkinja za ženska prava sa različitih meridijana i različitih zanimanja.

## Nagrade
2012. godine Fatima Naza i Fana Delija, koordinatorka u Centru za roske inicijative, dobile su nagradu Ana Lind u oblasti ženskog učešća i liderstva koja se dodeljuje za hrabrost i borbu protiv predrasuda, opresije i nerpavde prema mladm ljudima. One su prve aktivistkinje iz Crne Gore koje su dobile ovu nagradu.
2013. godine Fatima i Fana su dobile „Priznanje za aktivizam i ljudksa prava Američke ambasade“ 
2014. i 2021. godine nagrada Evropske komisije za Integraciju Roma i Egipćana u Crnoj Gori  